# Dysmathia
Genre
Dysmathia est un genre d'insectes lépidoptères de la famille des Riodinidae.

## Dénomination
Le nom Dysmathia leur a été donné par Henry Walter Bates en 1868.

## Liste des espèces
- Dysmathia cindra Staudinger, [1887]; présent en Guyane et au Brésil.
- Dysmathia costalis Bates, 1868; présent en Guyane et au Brésil.
- Dysmathia glaucoconia Stichel, 1911; présent en Guyana.
- Dysmathia glaucina Stichel, 1928; présent au Brésil.
- Dysmathia grosnyi Le Cerf, 1958; présent au Brésil.
- Dysmathia juno Le Cerf, 1958; présent  en Colombie.
- Dysmathia portia Bates, [1868]; présent en Guyane, en Guyana et à Trinité-et-Tobago.

### Source
- Dysmathia sur funet